# Федір Коробка
Федір (Тихонович?) Коробка (? — пом. після 1671) — український державний і військовий діяч, дипломат, генеральний обозний (1650 — 1654, 1669), Чигиринський полковник (1664–1665), сподвижник Гетьманів Війська Запорозького Богдана Хмельницького, Івана Виговського, Юрія Хмельницького, Павла Тетері і Петра Дорошенка.

## Життєпис
Походив з українського шляхетського роду гербу «Кораб».
1648 року вступив на службу Війську Запорозькому. 1648 року був Чигиринським городовим отаманом, а також (1648 та 1649 рр.) — наказним полковником Чигиринського полку від Чигиринського полковника Федора Вешняка. Восени 1650 року призначений генеральним обозним. За невдалі дії у військовій кампанії 1654 року проти військ Речі Посполитої у травні 1654 року усунений з посади.
У травні-червні 1657 року очолював посольство до Московського царства зі звісткою про обрання Гетьманом Війська Запорозького Юрія Хмельницького.
Після обрання Гетьманом Війська Запорозького Івана Виговського очолював у вересні-жовтні 1657 року посольство до Туреччини для переговорів про заборону Кримському царству втручатися у справи Війська Запорозького й допомагати його ворогам. У жовтні-грудні 1657 року очолював посольство до Короля шведського Карла Х Густава, що перебував тоді у німецькому місті Штеттині, задля переговорів про спільні дії проти Речі Посполитої і Московського царства. По дорозі мав заїхати до Молдавського князівства задля підтвердження його дружніх намірів щодо України.
У жовтні-листопаді 1661 року очолював посольство до Речі Посполитої від уряду Гетьмана Війська Запорозького Юрія Хмельницького задля отримання військової допомоги у війні проти Московського царства.
У серпні-жовтні 1671 року очолював посольство до Кримського ханства від уряду Гетьмана Війська Запорозького Петра Дорошенка задля отримання військової допомоги у війні проти Речі Посполитої. Приведена ним допомога дала змогу здійснити перелом у ході цієї війни.
Подальша доля Федора Коробки лишається невідомою.

## Вшанування пам'яті
У місті Чигирин є провулок Федора Коробки